# Château de Glane
Le château de Glane est un château français implanté sur la commune de Coulaures, dans le département de la Dordogne, en région Nouvelle-Aquitaine.
Édifié du XVe au XVIIe siècle, il fait l'objet d'une protection au titre des monuments historiques depuis le premier février 1988.

## Localisation
Le château de Glane se situe en Périgord central, dans le quart nord-est du département de la Dordogne. sur la commune de Coulaures, au 337 route de la Source de Glane, en bordure de la route départementale 73 et au bord de l'Isle.

## Présentation
Le château a fait l'objet d'une protection partielle au titre des monuments historiques. Ses façades et toitures, ainsi que la clôture de la cour intérieure, ont en effet été inscrites à l’inventaire supplémentaire des monuments historiques par arrêté du 1er février 1988,.
C'est une propriété privée qui ne se visite plus, même lors des Journées du patrimoine, depuis son achat par les Prieto le 10 juin 2020.

## Historique et architecture
Connu dès le XIVe siècle, le château de Glane actuel est bâti aux XVe et XVIIe siècles et était initialement entouré de fossés en eau.
Il présente un logis auquel deux ailes perpendiculaires ont été accolées vers l'est, reliées entre elles, à l'opposé du logis, par un mur fermant le tout et délimitant une cour intérieure rectangulaire.
L'ensemble a un aspect défensif, avec quatre tours circulaires munies de meurtrières et de bouches à feu aux quatre angles.
Il appartient, au XIVe siècle, à la famille Reynier maîtres de forges, dont les alliances avec les plus grandes maisons du Périgord, du Limousin et de l’Aunis, lui reconnaissent une ascendance royale.
Au XVe siècle, son plus ancien propriétaire, Alain Reynier, seigneur de Pradeille, de Glane et d'Antissac, fait ajouter au vieux repaire noble, un corps de logis.
Vers 1620, François-Pierre Reynier, seigneur de Glane, époux de Louise de la Faye de la Martinie transforme le domaine par la création de deux ailes en retour d’équerre, délimitant une cour intérieure fermée à l’Est par un mur autrefois fortifié, flanquée de quatre tours avec pont-levis et fossés. La Tour Sud-Ouest a conservé à l‘étage une coupole.
Marie Reynier de Glane, fille de François Pierre Reynier, écuyer seigneur de Glane et de Louise de la Faye de la Martinie, épouse en 1655, au château de Glane, Pierre de Siorac de la Guionie, de la paroisse de Lempzours. De cette union, ils auront un fils prénommé Yvon. Mais Marie Reynier de Glane, veuve peu de temps après la naissance de ce fils, revient à Glane, le manoir de la Guionie étant en partie incendié.
Yvon de Siorac de la Guionie épouse en 1677 Foy de la Faye de la Martinie de Chardeuil, petite nièce de Louise de la Faye de la Martinie.

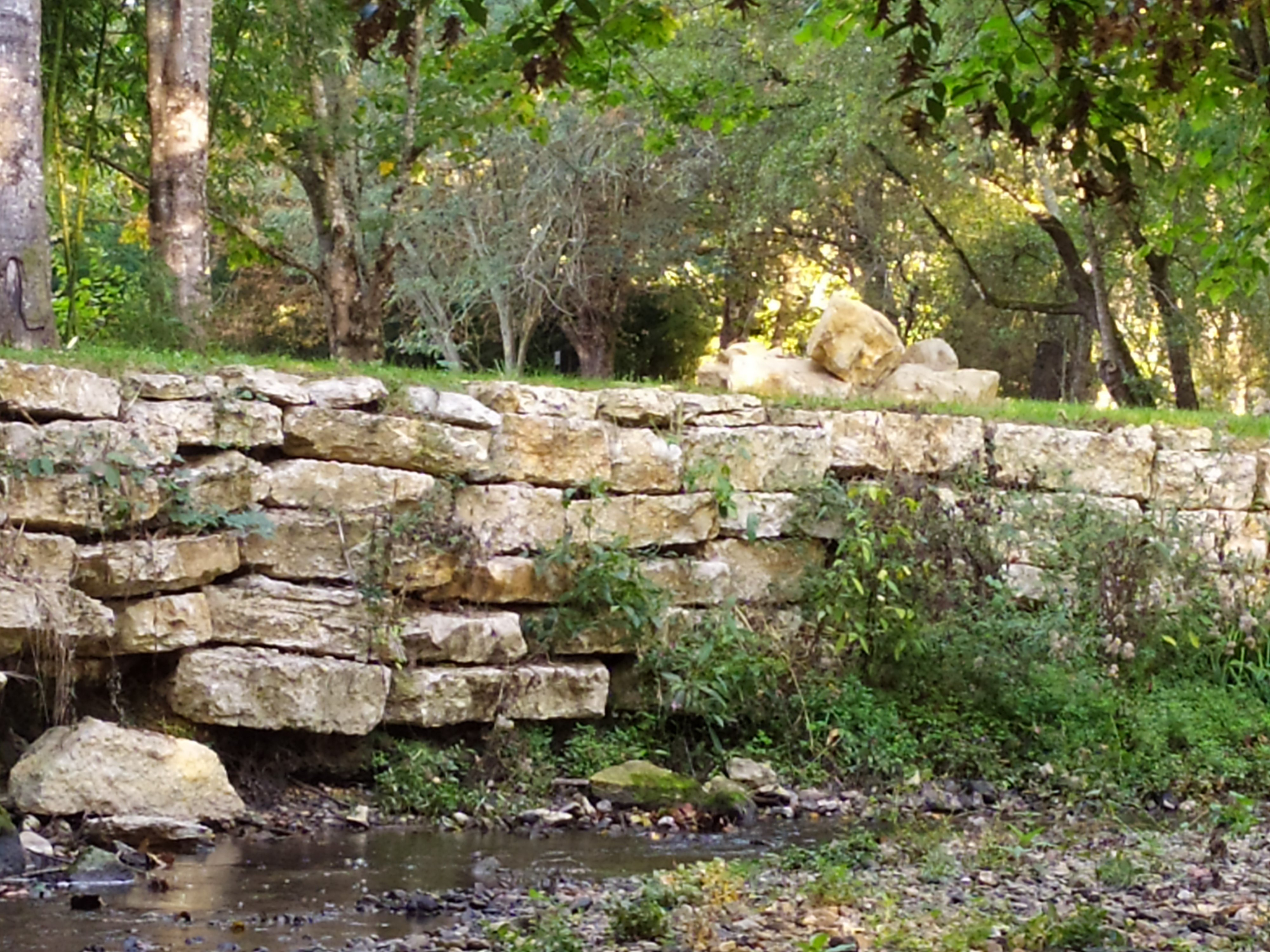
Château de Glane-enrochements effectué en 2021 le long de l'Isle en toute illégalité

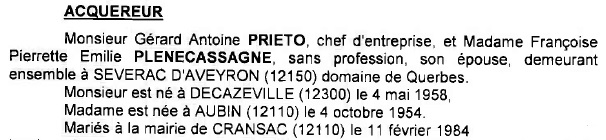
Extrait acte achat-dénomination et localisation des acquéreurs Prieto-20210610

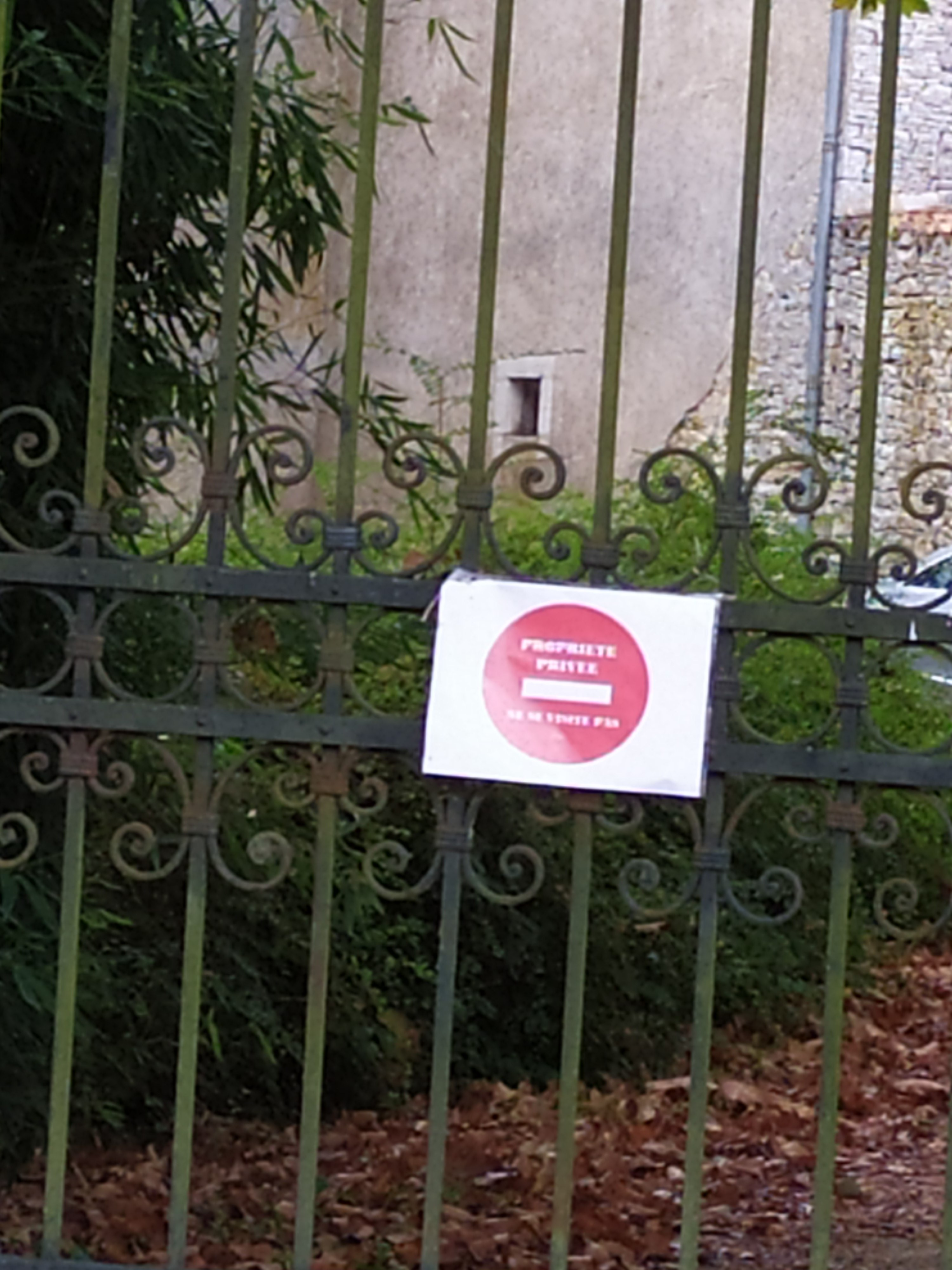
Château de Glane à Coulaures 24 - Panneau apposé sur le portail le 17/09/2023 indiquant que le château ne se visite plus même lors des Journées du Patrimoine

En 1784, Charles Reynier de Glane épouse Catherine de Rossignol des Combiers. Veuve de Charles en 1793, elle épouse quatre ans plus tard en deuxièmes noces  Jean Baptiste Auguste de Malet de la Jorie et apporte à ce dernier le château de Glane,.
C'est en 1960, que Madame Renée, Marie, Annick Veau de Lanouvelle, née du Temple de Rougement et descendante directe des Malet de la Jorie, arrière-petite-fille d'Yrieix de Malet, vend le château de Glane.
Après plus de six siècles de possession, le château de Glane est donc sorti de cette famille. Le docteur Labregère s’en porte acquéreur et en tirera essentiellement un bénéfice agricole durant huit ans.
Suivant acte notarié en 1970, il le revend à Mme Leroy née Devos qui, après une division parcellaire, revend le château en 1973 par le biais de la Société d'aménagement foncier et d'établissement rural (Safer) à M. et Mme André Ross, ambassadeur  qui s'en portent acquéreurs.
Jean Froment Meurice en hérite en 2019 et le cède le 10 juin 2020 à Françoise Pleinecassagne et Gérard Prieto qui s'y installent après leur départ de leur propriété de Querbes à Séverac d'Aveyron. Dès leur arrivée, ils interdisent les visites lors des Journées du patrimoine. Ils y ont entrepris des travaux sans aucune autorisation des Monuments historiques, dénaturant gravement l'aspect du parc, modifiant les intérieurs ainsi que les rives de l'Isle bordant le parc à l'Anglaise[réf. nécessaire]. Des procès-verbaux ont été rédigés par l'administration et la préfecture de Dordogne le 26/10/2022[réf. nécessaire].

## Galerie de photos

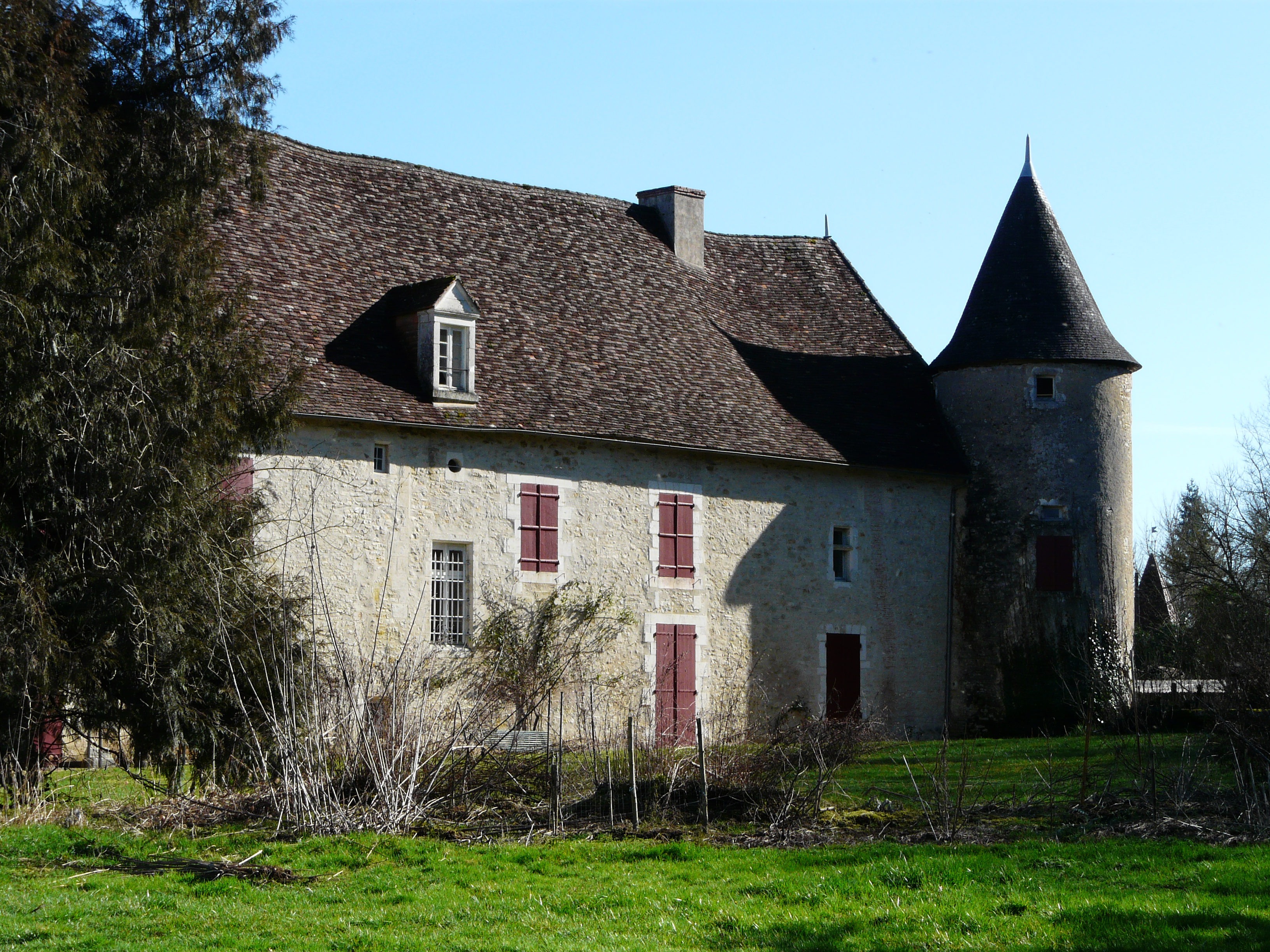
Le logis et la tour sud-ouest.
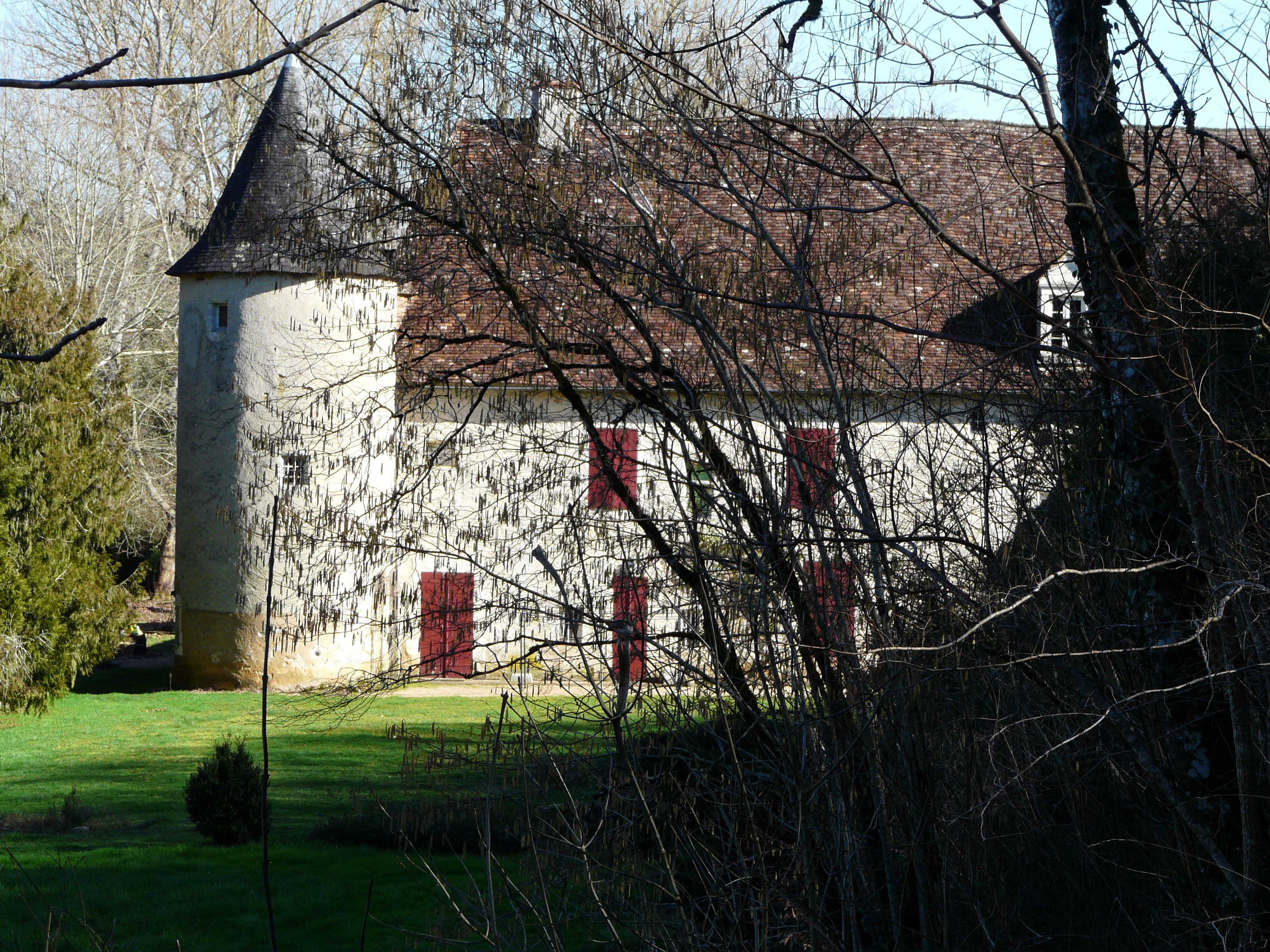
La tour nord-ouest et le logis.

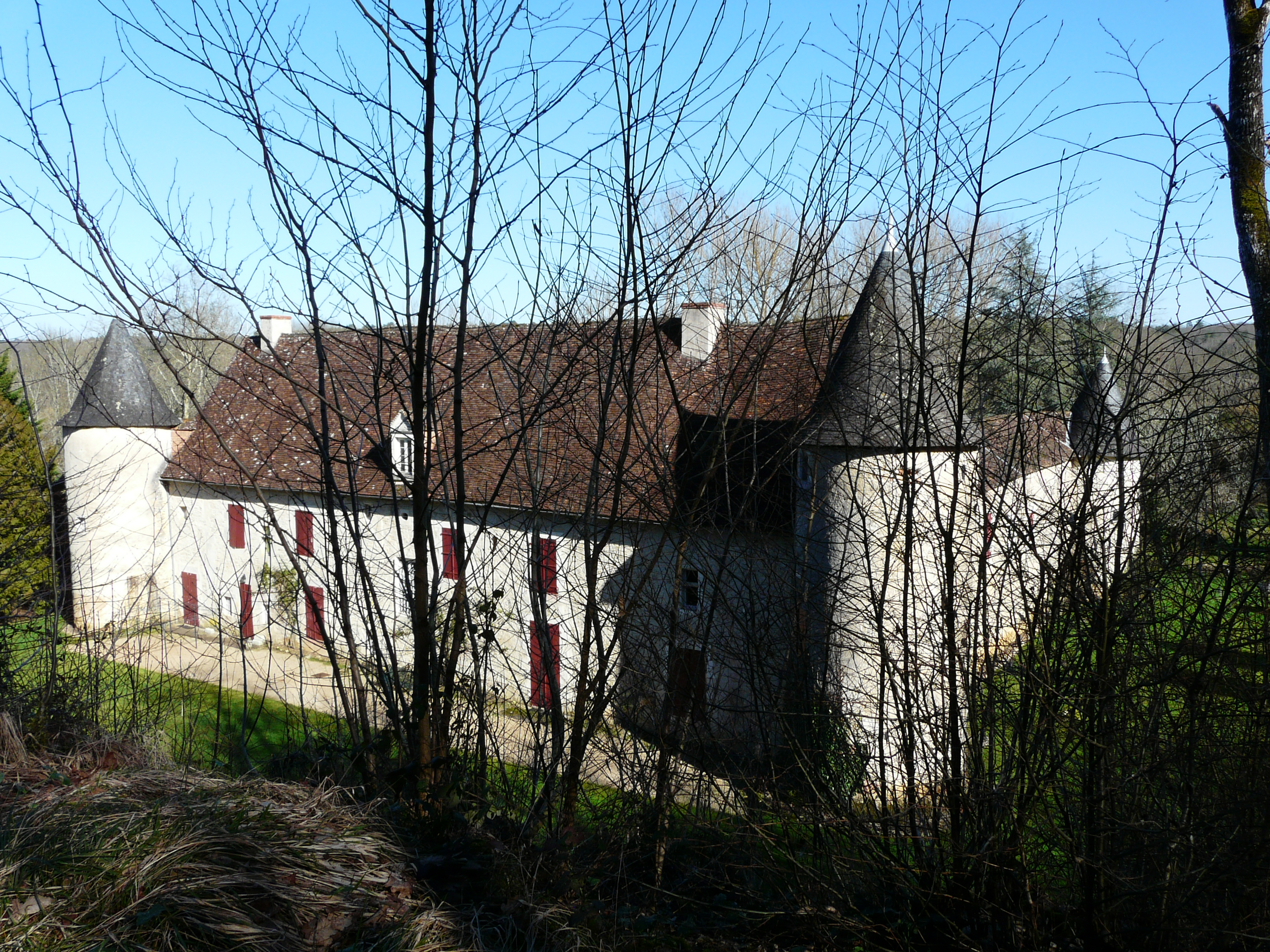
La façade ouest du château.
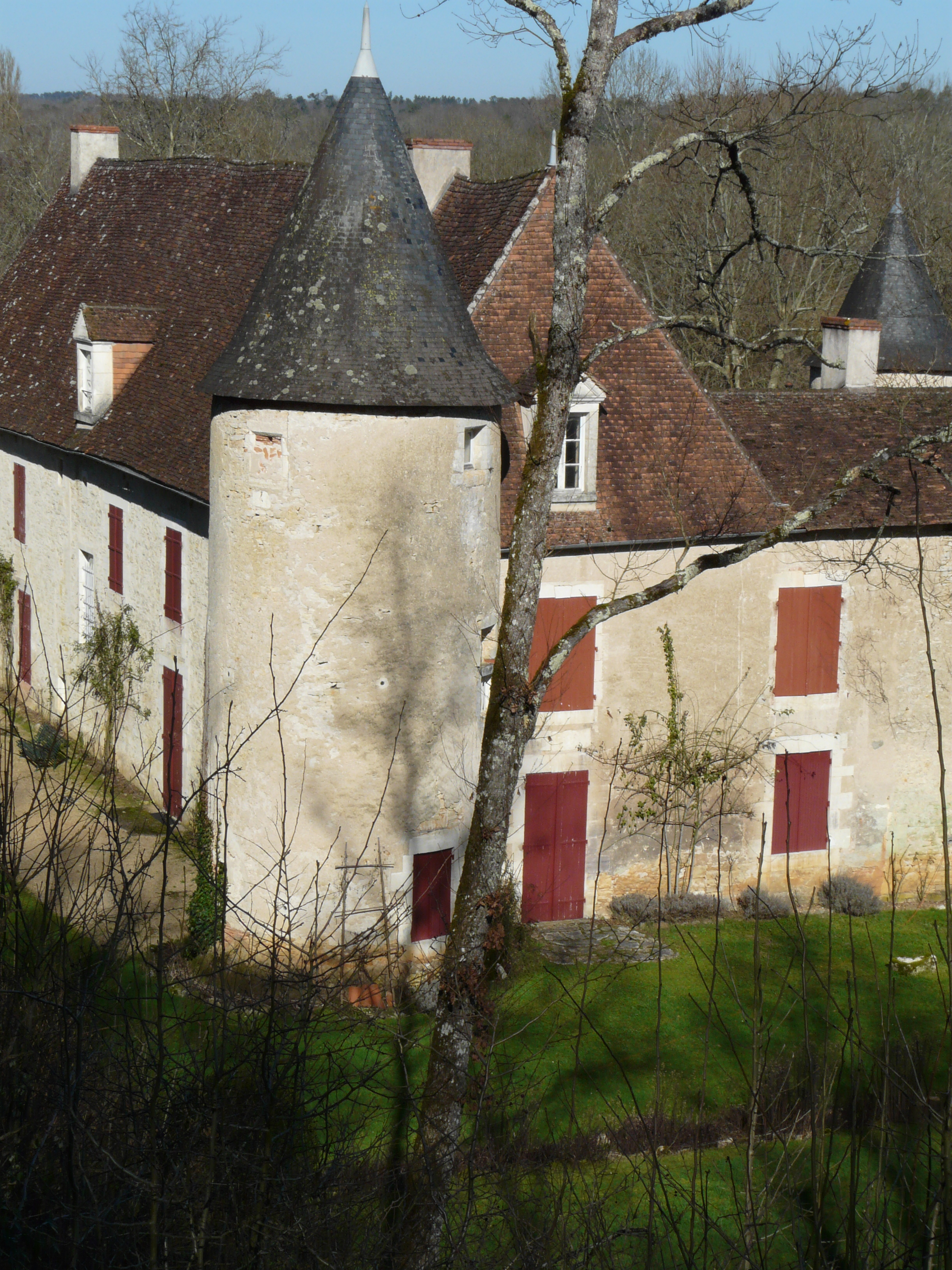
La tour d'angle sud-ouest.
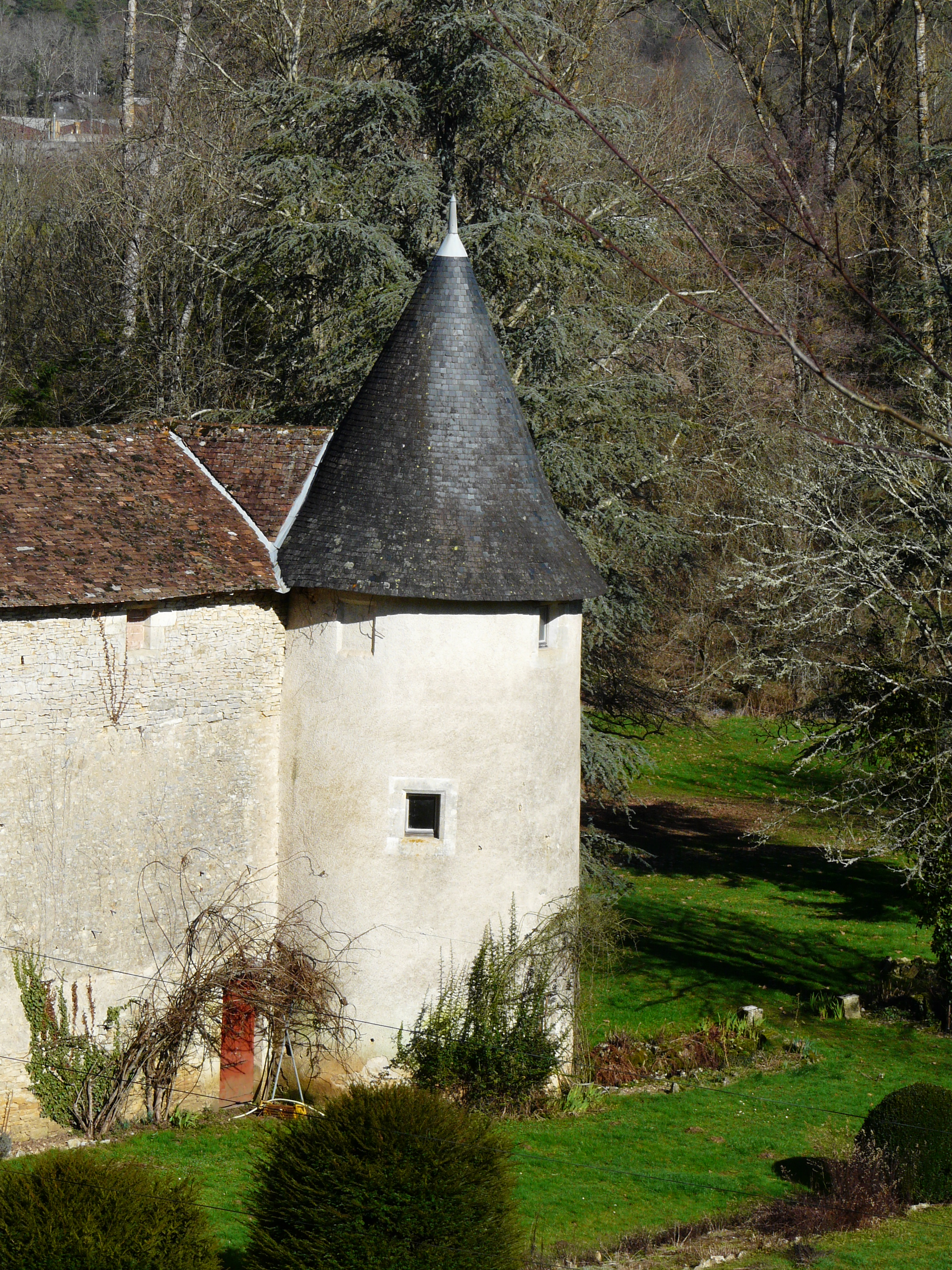
La tour d'angle sud-est.